# Ahmès-Inhapy
Pour les articles homonymes, voir Ahmès.
Ahmès-Inhapy est une princesse et reine de la fin de la XVIIe dynastie. Elle est probablement la fille du pharaon Senakhtenrê Iâhmes et par conséquent la sœur ou demi-sœur du pharaon Seqenenrê Tâa et des reines Iâhhotep Ire et Satdjéhouty. Portant les titres d'épouse du roi et de fille du roi, elle a été mariée à son demi-frère et lui donna une fille, Ahmès-Hénouttamehou. 
Elle est mentionnée dans une copie du livre des morts appartenant à sa fille, dans le tombeau d'Amenemhat (TT53). Une tombe a été faite pour Inhapy dans la nécropole thébaine, mais comme un grand nombre de dépouilles royales, sa momie fut ultérieurement déplacée et inhumée de nouveau dans la cache DB320 où elle a été découverte en 1881. Elle est maintenant au musée égyptien du Caire.

## Généalogie
Aucun élément archéologique ne permet d'affirmer de manière définitive à quelle génération de la fin de la XVIIe dynastie elle appartient. Cependant, la graphie du nom de sa fille Ahmès-Hénouttamehou, très proche des noms des autres enfants de Seqenenrê Tâa, rend très probable son appartenance à la génération de ce roi. 

## Sépulture
Sa momie a été trouvée dans le cercueil extérieur de Rai, la nourrice de la reine Ahmès-Néfertary, qui pourrait également avoir été la sienne. Ses bandelettes ont été enlevées par Gaston Maspero le 26 juin 1886, et elle a ensuite été examinée par Grafton Elliot Smith, qui l'a décrit comme une femme forte à la peau mate ayant une forte ressemblance avec son frère.